# Trindade
Trindade je město v Brazílii, ve státě Goiás přibližně 700 jihovýchodně od brazilského hlavního města. Město má 119 385 obyvatel (údaj z roku 2016) a rozkládá se na 710,32 km².